# Megathyrsus maximus
La hierba de Guinea (Megathyrsus maximus) es una gramínea perenne rizomatosa, de la familia de las poáceas; de porte alto, desarrolla principalmente en macollos aisladas, que pueden alcanzar hasta 3 m de altura. La inflorescencia es una espiga abierta con ramificaciones laterales. Fue renombrada en 2003 como Megathyrsus maximus a partir de su basónimo Panicum maximum.
Es una especie con amplio rango de adaptación desde el nivel del mar hasta los 1800 m s. n. m., crece bien bajo suelos de alta fertilidad y soporta niveles moderados de sequía por su gran sistema radicular (por eso se ha llamado "siempre verde") (Bernal, 1988). Se usa generalmente para pastoreo, aunque puede ser utilizada para henificación.

## Etimología
El epíteto maximus se refiere a la gran altura que alcanza este pasto.

## Ecología
Este pasto atrae muchas especies de aves semilleras; en especial cuando se planta en jardines urbanos, dando mucho alimento a pequeños pájaros del ambiente urbano. La hierba de Guinea es fuente de alimento para las larvas de la mariposa Orsotriaena medus. 
Tiene un sistema de crecimiento en macollos, que la hace bastante susceptible al enmalezamiento, por ello se está utilizando la mezcla con otra gramínea estolonífera como la estrella o con leguminosas rastreras como el Arachis pintoi (maní forrajero). Es una especie que mejora su comportamiento cuando es sometida a penumbra o sombra rala de una especie arbórea adecuada. En las zonas de bosque húmedo tropical de Costa Rica se han encontrado producciones de 14 t MS/ha/año, la cual fue superior a la encontrada para Brachiaria brizantha
La semilla de guinea se desprende fácilmente de la panícula, ocasionando altas pérdidas de cariópsides. La producción de semillas se encuentra generalmente entre 50 y 300 kg de semilla/ha efectuando la cosecha entre los 28 y 36 días después de la aparición de la inflorescencia. El porcentaje de germinación de la semilla varía entre 0 y 45%. El mejor periodo para utilizar la semilla correctamente almacenada es 6 a 12 meses después de cortada. Después o antes de este tiempo la germinación disminuye.

## Usos
Normalmente, la pradera se establece a través de semilla, siendo necesarios de 4 a 6 kg/ha para una pastura en monocultivo. El primer pastoreo se puede hacer en buenas condiciones, 180 días después de la siembra (Bernal, 1988). Es una especie bastante exigente en fertilidad del suelo y por ello es común encontrarla manejada con niveles altos de fertilización y en los mejores suelos que se explotan con ganadería. Con sistemas de fertilización, se han alcanzado niveles de producción de 40 a 50 t de Materia Seca (MS)/ha/año (150 -200 t de MV/ha /año). La información con relación a la calidad nutricional es muy variable y depende del manejo; se han encontrado niveles de proteína entre 5 y 15 % (Bernal, 1988). 

### Fitorremediación
La capacidad de la gramínea Megathyrsus maximus para fitorremediar un suelo contaminado levemente (3%) con un hidrocarburo de petróleo (HCP) liviano, tomando en cuenta los efectos de la contaminación sobre la germinación de las semillas y la supervivencia y producción de materia seca por las plántulas, así como el tiempo y magnitud de la reducción de la carga del contaminante. Luego de 45 días no se encontraron diferencias significativas en la germinación de semillas en suelos contaminados y no contaminados. La presencia de HCP causó también una ligera reducción en la producción total de materia seca (aérea y subterránea), en P. maximum del 1,2 %. El suelo con la gramínea presentó una disminución del contenido de aceites y grasas a los 240 días respecto a los suelos contaminados, sin vegetación, hecho que demuestra el potencial que tiene la sp. para descontaminar suelos con concentraciones de crudo liviano inferiores o iguales al 3%. Estudio

## [3]Referencias
1. ↑  Colmeiro, Miguel: «Diccionario de los diversos nombres vulgares de muchas plantas usuales ó notables del antiguo y nuevo mundo», Madrid, 1871.
2. ↑   «Trópicos - Name - Megathyrsus maximus (Jacq.) B.K. Simon & S.W.L. Jacobs» (en inglés). Missouri Botanical Garden. Consultado el 3 de noviembre de 2009.
3. ↑  Schnellmann (14 de julio de 2020). «Frecuencia y altura de corte sobre la calidad del Megathyrsus maximus (cv. Gatton panic)» [Cutting frequency and height on the quality ofMegathyrsus maximus (cv. Gatton panic)]. Revista Ciencia y Tecnología Agropecuaria. pp. «1-11». doi:10.21930/rcta.vol21_num3_art:1402. Archivado desde el original el 27 de mayo de 2023. Consultado el 27 de mayo de 2023. |autor= y |apellido= redundantes (ayuda)

- Datos: Q2701553
- Multimedia: Megathyrsus maximus / Q2701553
- Especies: Megathyrsus maximus